# Limbu
Limbu (ᤕᤠᤰᤌᤢᤱ ᤐᤠᤴ, yakthuṅ pan) je sinotibetský jazyk rozšířený ve východním Nepálu (provincie Koši), kterým v současné době hovoří přibližně 400 tisíc lidí. Mimo Nepál se používá taktéž v severovýchodní Indii (státy Západní Bengálsko, Sikkim, Ásám a Nágáland) a v západním Bhútánu.
Jazyk má vlastní písmo (siridžanga) pocházející z 18. století. Má také vlastní verzi všeobecné deklarace lidských práv.